# Fjernellike
Fjer-Nellike (Dianthus plumarius) er en stedsegrøn (eller rettere stedsegrå!) staude med en fladt nedliggende eller krybende vækstform. 

## Beskrivelse
De enkelte stængler er glatte og blåduggede med omsluttende bladskeder. Bladene er modsatte og linjeformede med hel rand. Over- og underside er grågrøn med blå dug. Blomstringen sker i juni-juli. Blomsterne sidder enkeltvis eller få sammen ved enden af skuddene. De er stærkt frynsede i randen, og de kan have forskellige blårøde eller hvidlige farver, alt efter sorten. Duften er kraftig, sød og krydret. Frugten er en tør kapsel med mange frø, som modner godt og spirer villigt.
Rodnettet består af nedliggende, rodslående stængler med talrige trævlerødder.
Højde x bredde og årlig tilvækst: 0,30 × ? (30 × 30 cm/år). Målene kan bruges til beregning af planteafstande i fx haver.

## Hjemsted
Fjer-Nellike gror på kalkrige, tørre, sollyse bjergskråninger i det østlige Mellemeuropa (Karpaterne).
| Portal | Portal:Botanik |